# Volkshochschule Donauwörth
Die Volkshochschule Donauwörth ist eine Volkshochschule (Vhs) im bayerischen Regierungsbezirk Schwaben. Ihr angeschlossen sind mehrere Außenstellen, eine Yoga-Schule und ein Berufliches Weiterbildungszentrum.

## Geschichte
Die Vhs Donauwörth wurde 1948 als eingetragener Verein gegründet und besteht aus Vorstand, Geschäftsleitung und Kuratorium. Nach der Gründung kamen im Laufe der Jahre mehrere Außenstellen hinzu: Monheim (Schwaben) (1954), Wemding (1960), Rain am Lech (1975), Tapfheim (1976), Asbach-Bäumenheim (1977), Kaisheim (1985), Mertingen (2013) und Buchdorf (2023).
Im Laufe der Jahre wurde eine Reihe von Schulungslizenzen erworben und berufsfördernde Zertifikatslehrgänge angeboten. 1976 etwa wurde die Vhs Donauwörth eine vom Heinz Piest Institut (HPI) der heutigen Gottfried Wilhelm Leibniz Universität Hannover anerkannte Elektronikschulungsstätte in Deutschland; erste EDV-Einführungslehrgängen wurden angeboten. 1979 bekam die Vhs Donauwörth als erste Volkshochschule Bayerns vom Bayerischen Ministerium für Wirtschaft und Verkehr Sonderzuschüsse für Ausstattungsinvestitionen im Elektronikbereich. 1981 wurde sie eine Schulungsstätte des Deutschen Verbandes für Schweißtechnik (DVS) und erhielt die Lizenz von der Industrie- und Handelskammer (IHK) für Augsburg und Schwaben für den bundeseinheitlichen Lehrgang zur Erlangung des IHK-Sekretärinnendiploms. Mitte der 1980er wurden unter anderem bundesweit und weltweit anerkannte Zertifikatslehrgänge in Englisch eingeführt. Seit 2009 ist die Vhs Donauwörth Prämienberatungsstelle für die Bildungsprämie des Bundes im Landkreis Donau-Ries. 2015 wurde erstmals von einer Volkshochschule in Bayern der Sprach-Zertifikatskurs Russisch A1 (gemäß telc gGmbH) angeboten. 2015 gingen die Yogaschule und die Vhs Donauwörth eine Kooperation ein. 2016 wurde die Vhs Donauwörth vom Bundesamt für Migration und Flüchtlinge offiziell als Träger von Integrationskursen anerkannt.

## Programmbereiche
Die Programmbereiche der Vhs Donauwörth sind Gesellschaft, Beruf & EDV, Sprachen, Gesundheit, Kultur & Reisen sowie Lebensart.

## Projekte
2014 wurde das Projekt „Demokratieführerschein für jungen Menschen mit und ohne Behinderung“ durchgeführt, als Teil eines deutschlandweiten Modellprojekts, das vom Bundesfamilienministerium gefördert wurde.
2016 wurde das Projekt „Innovative Sprachlehre“ begonnen, das 2017 in das Projekt „Innovative Europäische Sprachlehre“ mündete. Dabei wird erforscht, wie in Europa Sprache nicht nur dazu dient, um Informationen zu geben oder zu erfragen, sondern welche Emotionen und Assoziationen sie auslöst und wie man folglich eine bessere Kompetenz für Gespräche mit anderen Europäern, aber auch als Europäer gegenüber Menschen aus anderen Regionen erwerben kann – sowohl beim Erlernen einer Fremdsprache als auch beim Blick auf die eigene Muttersprache. Dabei wird Europa stets in all seinen Himmelsrichtungen berücksichtigt.  Die Ergebnisse dieser eurolinguistischen Forschungen fließen unmittelbar in allgemeine Europa-bezogene Angebote zu den Bereichen “Sprachkurse” und “Sprache/Denken/Kultur”. Projektleiter ist Joachim Grzega. Das Projekt integriert dabei auch die Konzepte Basic Global English und Sprach-Not-Arzt sowie die Methode Sprachworkout.

## Veröffentlichungen
- Konrad Böswald (Red.): Volkshochschule Donauwörth : eine Dokumentation über die VHS Donauwörth und ihre Außenstellen Rain, Wemding, Monheim, Tapfheim, Asbach-Bäumenheim. Hrsg. Volkshochschule Donauwörth, gegründet 1948; Donauwörth 1979, ISBN 978-3-922398-00-4
- Joachim Grzega: „Sprache und Kultur in Europa – interaktiv, lehrreich und unterhaltsam: Ein Kurzbericht zum Projektbereich InES der Vhs Donauwörth.“ In: Journal for EuroLinguistiX 15 (2018): 16–22.
- Joachim Grzega: „Europas Sprachen von Alphabetisierung bis B2 – Lernhilfen, L1, LdL: Ein Bericht zum Projektbereich InES der Vhs Donauwörth.“ In: Journal for EuroLinguistiX 15 (2018): 23–47.